# 가토 료조
가토 료조(일본어: 加藤 良三, 1941년 9월 13일 ~ )는 일본의 외교관, 프로 야구 커미셔너, 미쓰비시 상사 특별 고문으로 2009년 6월부터 사외이사를 맡고 있다. 사이타마현에서 태어나 아키타현 유리 군 유리 정(현 : 유리혼조시) 출신이다.

## 인물
세이케이 고등학교를 거쳐 도쿄 대학 법학부를 졸업, 1965년 외무성에 입사했고 이후 미국 예일 대학교에서 어학 연수를 했다.
아메리칸 스쿨(영어 연수조)의 외교관으로서 동기인 오리타 마사키와 함께 장래가 촉망됐고 1995년 조선민주주의인민공화국 외교에 대응하기 위해 가토는 아시아 국장에, 오리타가 북미 국장으로 임명됐다. 종합외교정책국 국장, 외무심의관(정치 담당)등을 역임해 2001년 10월에는 주미 대사에 임명됐다.
외무성에 입사한 직후부터 미국에 네 차례나 주재하며 근무한 경험이 있어 외무성 유수의 미국통으로서 리처드 아미티지 등 공화당계를 중심으로 한 외교·안전 보장의 각료급, 대통령 보좌관, 연방의원 등에 이르기까지 풍부한 인맥을 갖고 있었다. 주미 대사로서는 전후 최장 기간이 되는 6년 반에 걸친 임기를 맡아 미일 관계의 발전에 힘을 쏟기도 했다. 미국의 싱크탱크는 가토의 공적을 칭찬하며 ‘가토 료조 기념상’을 제정했다.
미합중국 하원 121호 결의에 대해서는 결의안에 쓰여진 ‘20세기 최대의 인신매매’, ‘집단 강간’, ‘신체 절단’ 등이라는 문장 내용에 대한 반론이 아닌 일본 정부는 이미 사죄를 하고 있다는 입장에서 채택에 대한 반대론을 전개했고 결의안의 위원회 결정이 내리기 직전에는 미국 하원의 실력자에게 결의안 전면 철회를 요구하는 서한을 보냈다. 이 문서에서 가토는 “만일 결의안이 가결될 경우 일본 정부는 이라크 부흥이나 대 테러 전쟁에서의 미국에 대한 지원을 재고하는 등을 포함한 대책을 세우지 않을 수 없을 것이다. 미일 간의 우호관계에 장기간에 걸쳐 악영향을 준다”라고 주장, 결의안의 전면 철회를 요구하였다.
2008년 7월, 일본 야구 기구의 커미셔너로 취임했다(네고로 야스치카 대행의 후임). 2017년 4월 29일 봄에 있은 서훈에서 서보대수장을 받았다.

## 일본 야구 기구 커미셔너

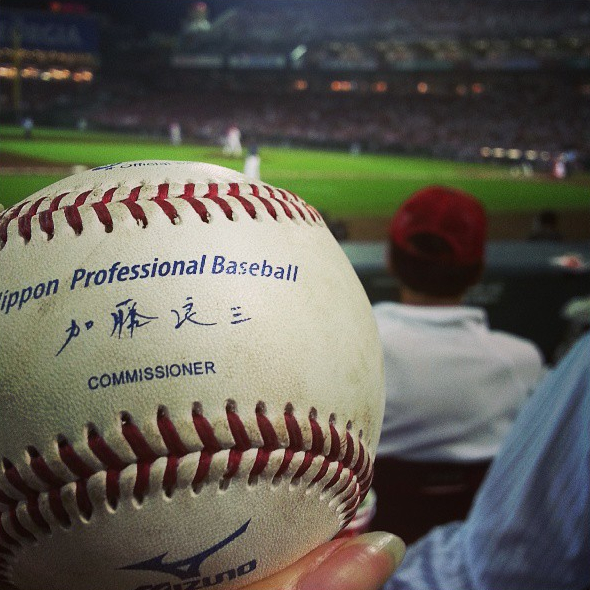
가토 커미셔너의 이름이 새겨진 2013년 일본 프로 야구 공인구

외교관이 되기 이전부터 야구를 좋아하여 관저에는 사인볼 등과 같은 수집품들을 100점 이상 전시하고 있었다. 주미 대사 시절에는 조지 W. 부시 대통령에게 당당히 ‘야구 팬이다’라고 단언하며 2002년에 후쿠오카 다이에 호크스 감독 오 사다하루와 콜린 파월 국무장관과의 회담 자리를 마련하는 등 야구 외교를 전개했다. 월드 베이스볼 클래식이나 메이저 리그에서 시구식을 맡았고 미국과 일본의 홈런왕인 행크 에런과 오 사다하루를 일본대사관저에 초대해서 파티를 여는 등 일본 국내외의 야구계에 널리 통하고 있었다.
2008년 6월 18일, 도내에서 열린 프로 야구 12개 구단의 구단주 회의에서 제12대 커미셔너로 선임됐다. 기자회견에서는 중학생 시절에 아버지로부터 선물 받은 가와카미 데쓰하루의 사인이 새겨진 방망이를 들고 나와 야구에 대한 구상을 말하기도 했다.
2009년 제2회 월드 베이스볼 클래식이 폐막된 후 일본 대표팀의 대회 3연패를 향해 프로 야구에서 사용하고 있는 공인구를 월드 베이스볼 클래식에서 사용되는 미국 공으로 맞추어야 한다는 견해를 밝혔다. 커미셔너 주도 하에 이듬해인 2010년 여름에 다음 시즌부터의 통일구를 도입하기로 결정했고 가토는 통일구 도입에 의해 “국제 경기에서도 NPB 선수의 공에 대한 위화감이 적어질 것으로 기대된다”라고 말해 이 공이 국제 대회 공인구가 되는 것을 목표로 하였다. 또한 모든 통일구에는 가토의 서명이 새겨졌다.
2011년 3월, 동일본 대지진의 영향으로 프로 야구 개막 연기가 논의되는 와중에 일본 프로 야구 선수회의 반대를 무릅쓰고 센트럴 리그는 예정대로 3월 25일에 개막한다고 발표했다. 다음날 문부과학성으로부터 도쿄전력·도호쿠 전력 관내에서의 경기는 가능한 한 개최하지 말 것과 야간 경기의 자제를 요구받았지만 가토는 취재에 응하지 않고 발언도 하지 않았다. 22일에 아라이 다카히로 선수회 회장과 다카키 요시아키 문부과학상, 무라타 렌호 절전 계발 담당상을 방문했을 때 도쿄전력과 도호쿠 전력 관내에서의 야간 경기 자제를 요청받고 선수회와의 협조도 거듭 지도받았다. 다음날 23일, “좁은 이익이 아닌, 선수회를 포함한 야구 세계 전체로서 생각해야 한다. 지금 시기에 야구를 하는 것은 불성실한 태도라고는 생각하지 않는다. SMAP도 역시 무엇이든지 일을 할 것이다라고 말했다”라고 주장했다. 시즌 종료 후에는 통일구 도입에 의해 홈런 수가 감소되는 문제점이 드러났지만 통일구에 대응하는 것이야 말로 ‘일류중의 일류’라는 견해를 밝혀 각 타자의 기술 향상을 요구했다.
2012년 11월 20일에 열린 요미우리 자이언츠의 일본 시리즈 우승 자축회에 참석, 단상에서 인사한 가토는 다음과 같이 말했다.

올해는 일본과 미국에서 자이언츠의 해였습니다. 월드 시리즈에서는 샌프란시스코 자이언츠가 4전 전승, 요미우리 자이언츠는 4승 2패. 만약 요미우리 자이언츠가 4승 무패라면 내가 있는 NPB는 적자가 되고 2경기 (많이)하면 수억 엔 벌어들일 거라고들 하는데 여러 배려를 받았다고 하는 설이 없는 것도 아닙니다. 감사합니다. … 요미우리 자이언츠에게는 세계에서도 드문 발신력과 영향력을 가진 구단 회장이 계십니다. 샌프란시스코 자이언츠에는 없습니다. 미국의 30구단에도 없습니다. 그것도 요미우리 자이언츠의 강점이 아닌가 싶으며 이번 요미우리 자이언츠의 훌륭한 완전 우승을 일본에서는 싫어하는 사람도 있지만 보다 많은 야구 팬들을 기뻐할 것입니다. 일본 야구 전체의 활력이 되는 완전 우승이었다고 생각합니다.

제3회 월드 베이스볼 클래식의 참가를 둘러싸고 미국이 주도권을 잡고 있는 수익배분의 불균형을 문제시한 선수회로부터 불참 결정이 내려진 후에도 ‘팬들을 위해서’, ‘(재난의)부흥 지원’으로 문제점을 변환한 후 ‘참가해야 한다’라고 주장했다. 이후에 선수회는 불참 결정을 철회했지만 아라이 선수회장은 기자 회견에서 “매우 안타깝고 유감스럽다”라고 말해 일본 대표가 가져야 할 권리 교섭에 대해 “일본 프로 야구의 최고 책임자인 가토 커미셔너가 주도권을 잡고 메이저 리그와 대결해야 한다”라고 가토를 비판했다.
2013년 6월 12일, 통일구의 사양 변경을 공표하지 않았던 논란에 대한 기자 회견을 열어 혼란을 초래한 것에 대해 사죄하는 한편, 가토의 승인 후에 변경이 이뤄졌다는 시모다 사무국장의 주장에 대해 “어제까지 전혀 몰랐다”라고 부인했고, 책임을 추궁하는 기자에 대해서는 “불상사를 일으켰다고는 생각하지 않았다”라고 대답했다. 가토의 이 같은 발언에 대해 논란이 불거지자 14일에 열린 기자 회견에서 “팬과 선수들에게 혼란을 준 것에 대해서는 큰 실수였다고 생각하며 크게 반성하고 있다”라고 말했지만, 사임에 관해서는 거듭 부인했다. 그러나 실제로는 통일구 검사의 보고를 수시로 받았다는 사실이 언론에 보도되면서 9월 19일 프로 야구 12개 구단주 회의 석상에서 일본 시리즈 전날인 10월 25일까지 커미셔너직에서 사임하겠다고 말했다.

## 주요 경력
- 세이케이 고등학교, 도쿄 대학 법학부 졸업
- 1965년 4월 : 외무성에 입성
- 1965년 : 어학 연수(예일 대학교)
- 1967년 : 주미국 일본대사관 3등 서기관(시모다 다케소 대사 비서)
- 1969년 : 외무성 북미국 북미제1과, 그 다음에는 대신관방 총무과에서 근무
- 1975년 5월 : 주오스트레일리아 일본대사관 1등 서기관
- 1978년 1월 : 주이집트 일본대사관 1등 서기관
- 1981년 2월 : 외무성 조약국 조사관
- 1981년 8월 : 외무성 북미국 안전보장과장
- 1984년 7월 : 외무성 조약국 조약과장
- 1987년 1월 : 주미국 일본대사관 공사
- 1990년 8월 : 대신관방 총무과장
- 1992년 7월 : 외무성 북미국 심의관
- 1994년 2월 : 주샌프란시스코 총영사
- 1995년 8월 : 외무성 아시아국장
- 1997년 8월 : 외무성 종합외교정책국장
- 1999년 8월 : 외무성 외무심의관(정무)
- 2001년 9월 : 주미국 특명전권대사
- 2008년 5월 : 주미 대사직을 퇴임, 미쓰비시 상사 특별 고문
- 2008년 7월 : 일본 야구 기구 커미셔너 취임(제12대)
- 2009년 1월 : 안전 보장과 방위력에 관한 간담회 전문위원
- 2009년 6월 : 미쓰비시 상사 사외이사
- 2010년 2월 : 새로운 시대의 안전 보장과 방위력에 관한 간담회 전문위원
- 2010년 12월 : 외무성 고문직에서 퇴임
- 2013년 10월 : 일본 야구 기구 커미셔너직에서 퇴임

## 가족
부인은 호겐 신사쿠(전 외무사무차관)의 둘째 딸이며 중매한 사람은 제7대 일본 야구 기구 커미셔너였던 시모다 다케소이다.

## 같이 보기
- 요미우리 신문